# Metoda Cranka-Nicolson
Metoda Cranka-Nicolson – popularna metoda uwikłana rozwiązywania znanych w fizyce i inżynierii równań różniczkowych cząstkowych metodą różnic skończonych.
Weźmy dla przykładu jednowymiarowe równanie dyfuzji:
{\displaystyle {\frac {\partial u}{\partial t}}=D{\frac {\partial ^{2}u}{\partial x^{2}}}}
Przybliżając w nim pochodne za pomocą ilorazów różnicowych na jednorodnej siatce punktów możemy je zapisać jako
{\displaystyle {\frac {u_{i}^{n+1}-u_{i}^{n}}{\Delta t}}={\frac {D}{(\Delta x)^{2}}}(u_{i+1}^{n}-2u_{i}^{n}+u_{i-1}^{n})}
lub
{\displaystyle u_{i}^{n+1}=u_{i}^{n}+\Delta t{\frac {D}{(\Delta x)^{2}}}(u_{i+1}^{n}-2u_{i}^{n}+u_{i-1}^{n}),}
gdzie dolny indeks {\displaystyle i} oznacza punkt na siatce a górny {\displaystyle n} chwilę dyskretnego czasu. Używanie ostatniego intuicyjnego wzoru akumuluje jednak niestabilności.
Metoda Cranka-Nicolson polega na użyciu po prawej stronie średniej arytmetycznej z wyrażeń w czasie obecnym i w czasie następnym w celu stabilizacji rozwiązania tak aby równanie to stało się układem równań liniowych na wielkość w czasie następnym {\displaystyle u_{i}^{n+1},} tzn.
{\displaystyle {\frac {u_{i}^{n+1}-u_{i}^{n}}{\Delta t}}={\frac {D}{2(\Delta x)^{2}}}\left((u_{i+1}^{n+1}-2u_{i}^{n+1}+u_{i-1}^{n+1})+(u_{i+1}^{n}-2u_{i}^{n}+u_{i-1}^{n})\right),}
czyli było w postaci uwikłanej.
Metoda Cranka-Nicolson zastosowana do równania Schrödingera na siatce punktów równoważna jest metodzie Cayleya.